# Dois romances de Nico Horta
Dois romances de Nico Horta é um romance literário do escritor brasileiro Cornélio Penna (1896-1958), publicado em 1939. O romance narra a história de Nico Horta, personagem protagonista, que desde o nascimento sofre com a indiferença dos pais, que dão preferência ao seu irmão gêmeo, Pedro. Nico vive um conflito existencial durante toda a narrativa. A dedicatória do livro é dada à "melhor amiga do escritor", Itabira do Mato Dentro, que é a antiga cidade do escritor. 

## Enredo
O romance inicia com a história de D. Ana, que durante a infância fora amedrontada pela presença do pai, que nunca a machucou, mas o temia, e de sua mãe, mulher resignada e covarde, de seus irmãos que batiam nela e do amigo de seus irmãos, Nico, onde vem a casar-se com ele. Casada, ela se sentia escravizada, e ele a batia como seus irmãos a bateram quando vivia com eles. Mas, esperava-o:  O marido falece, deixando-a grávida, e ela casa-se novamente e da a luz gêmeos. Nomeia o primeiro filho de Antônio, que será conhecido pelo diminutivo de Nico, nome do pai, e do segundo filho de Pedro, nome do marido atual. A nomeação dos gêmeos gera um conflito entre os dois, pois os pais dão preferência a Pedro e trata Nico com indiferença. Para distingui-lo do morto todos o chamavam de Nico Horta. Quando recebiam visitas, o pai lhe chamava de seu segundo filho. Assim, as crianças crescem com uma certa rivalidade. E Nico ao tornar-se um homem, vive atormentado e passa a falar consigo mesmo e a ver fantasmas.  Não suporta a presença do irmão que desde que nasceram era o preferido, e apaixonasse por Maria Vitória, mas é enciumado com o irmão que também a corteja. Sua mãe pede-lhe que vá a fazenda pois estava tudo atrasado, e ele sente que irá derrotar Pedro, pois ele não administrara bem a fazendo Rio Baixo. Contudo, Pedro é levado para cidade para ser internado em um hospício. Sua estadia na fazenda ele tem visões mais constantes de fantasmas, depois de um período na fazenda ele parte para cidade, pois achava que precisava finalmente viver, sentia que a sua vida ia se esvaindo. E a sua grande luta é encontrar um sentido maior para viver, mas as alucinações não o abandonam.

## Protagonista
Nico Horta, ao nascer era o mais franzino e seu irmão gêmeo, Pedro, o mais forte.  Sua infância foi cercada de desprezo que os pais nutriam por ele. Quando seu irmão parte para ser tratado na cidade, Nico corre para o quarto sentindo-se livre da presença do irmão. Tem um romance com Maria Vitória, mas parte para cidade como fuga de seu tormento interior, pois sentia-se diferente dos outros, mas tinha o desejo de ser semelhante aos outros. Dizia a si mesmo: Ao perceber que estava só, ele teria que se debater sozinho na companhia de seus fantasmas habituais, o medo e o remorso de viver. Ele tinha uma espécie de visitas noturnas: A vida para ele não fazia sentido, as pessoas que conviviam com ele as compara com os fantasmas que via, sentia que sua vida estava prestes a desfalecer. Na cidade o tabelião, amigo de sua família, oferece-lhe trabalho no cartório, o mesmo aceita, e ao conhecer a filha do tabelião, Rosa, a moça mostra-lhe interesse e ele passa a frequentar a sua casa e a família apoia o noivado. Nico fica confuso, ele havia sido vítima do duplo, no caso do irmão, dos dois pais, duas mães, a senhora Ana e a ama que cuidara dele durante toda a infância, e agora ele tornou-se o criador do dupla entre Maria Vitória e Rosa. Ele retorna para fazenda, casa-se com Maria Vitória e Rosa se suicida.  Ele sentia que alguém o perseguia, mas era um fantasma, sua aparência era de um homem forte. E ele vê muitos outros. Mas, diante das alucinações é levado para o hospital, ao ver sua mãe, sua esposa e o tabelião, afirma:  Após essa afirmação quando finalmente Nico Horta reconhece aos outros e a si mesmo diante do desejo de viver ele morre. Encontrou o seu lugar no mundo, mas já era tarde demais.